# The Soul Vendors
The Soul Vendors est un groupe de rocksteady jamaïcain formé en 1967 avec plusieurs anciens membres des Skatalites.
The Soul Vendors est l'un des nombreux groupes de studio du producteur Coxsone Dodd, propriétaire de Studio One. Cette formation sévit durant l'ère rocksteady et marque les premiers pas du reggae. Elle comprenait Ernest Ranglin, Jerry Hinds ou Errol Walters à la guitare, Johnny "Dizzy" Moore à la trompette, Richard Ace au piano, Lloyd Brevett ou Brian Atkinson à la basse. Étaient toujours présents Roland Alphonso et Jackie Mittoo qui se partageaient les rôles d'arrangeur et de compositeur. Le groupe est à l'origine de nombre d'instrumentaux devenus des classiques (Darker Shade Of Black, Ram Jam, Swing Easy ou encore Drum Song). Ils ont également accompagné nombre de chanteurs tels que les Heptones, Alton Ellis ou Ken Boothe.
Courant 1967, le groupe accompagnait Alton Ellis, Owen Gray et Ken Boothe lors d'une tournée en Angleterre où certains titres de l'album On Tour ont été enregistrés.